# Cecil Parker
Cecil Parker (3 de septiembre de 1897 – 20 de abril de 1971) fue un actor teatral, cinematográfico y televisivo británico. Con su personal voz ronca, y su porte altanero, fue un actor de carácter con una abundante producción cinematográfica, participando en cerca de cien películas rodadas entre los años 1928 y 1969.

## Biografía
Su verdadero nombre era Cecil Schwabe, y nació en Hastings, Inglaterra. Educado en el St Francis Xavier College y en Brujas, Bélgica, sirvió en el Regimiento Royal Sussex durante la Primera Guerra Mundial, alcanzando el empleo de sargento
Empezó su carrera teatral en Londres en 1922, adoptando el nombre artístico "Parker", que era el apellido de soltera de su madre. Su primera actuación en el cine tuvo lugar con The Woman in White (1929), de Herbert Wilcox, llegando a ser un rostro familiar del público británico y, ocasionalmente, también del estadounidense, hasta el momento de su muerte. 
Entre las películas en las que trabajó figuran dos adaptaciones a la pantalla de novelas de A. J. Cronin, La ciudadela (1938) y Las estrellas miran hacia abajo (1940). Actuó también en dos cintas dirigidas por Alfred Hitchcock, The Lady Vanishes (1938) y Under Capricorn (1949). Otras de sus películas destacadas fueron Storm in a Teacup (1937), 23 Paces to Baker Street (1956), Dangerous Moonlight (1941), Swiss Family Robinson (1960), y I Was Monty's Double (1958), así como las comedias A French Mistress (1960), El quinteto de la muerte (1955), The Man in the White Suit (1951), The Court Jester (1955), y I Believe in You (1952). 
Parker actuó en diversas ocasiones en películas estadounidenses, como fue el caso de The Court Jester (1956, junto al cómico Danny Kaye) y Indiscreet (1958, comedia refinada en la que interpretaba a Alfred Munson, actuando junto a Cary Grant, Ingrid Bergman y Phyllis Calvert). Parker interpretó a menudo a personajes de la clase alta británica, lo cual confirmó en sus dos últimas películas, The Magnificent Two (1967, junto al dúo cómico formado por Eric Morecambe y Ernie Wise), y la cinta dirigida por Richard Attenborough Oh! What a Lovely War (1969).
En el ámbito teatral, Parker interpretó originalmente a Charles Condomine en la representación llevada a cabo en el circuito de Teatros del West End de Londres de la pieza de Noël Coward Un espíritu burlón, un papel que interpretó en el circuito de Broadway Clifton Webb, y que asumió Rex Harrison en una adaptación al cine rodada en 1945.
Parker también fue actor televisivo, siendo una de sus principales interpretaciones en la pequeña pantalla su papel de mayordomo en un episodio de la serie  Los vengadores ("The £50,000 Breakfast"). Además, en 1957 fue el Dr. Morelle en la serie radiofónica de la BBC "A Case for Dr. Morelle".
Cecil Parker falleció en Brighton, Inglaterra, en 1971, a los 73 años de edad. Había estado casado con Muriel Anne Randell-Brown.

## Filmografía

### Cine
- The Woman in White, de Herbert Wilcox (1929).
- The Golden Cage, de Ivar Cambell (1933).
- A Cuckoo in the Next, de Tom Walls (1933).
- Flat Number Three, de Leslie S. Hiscott (1934).
- The Silver Spoon, de George King (1934).
- Princess Charming, de Maurice Elvey (1934).
- Nine Forty-Five, de George King (1934).
- Little Friend, de Berthold Viertel (1934).
- The Office Wife, de George King (1934).
- The Blue Squadron, de George King (1934).
- Lady in Danger, de Tom Walls (1934).
- Dirty Work, de Tom Walls (1934).
- Me and Marlborough, de Victor Saville (1935).
- Crime Unlimited, de Ralph Ince (1935).
- The Guv'nor, de Milton Rosmer (1935).
- Foreign Affaires, de Tom Walls (1935).
- Her Last Affaire, de Michael Powell (1936).
- Men of Yesterday, de John Baxter (1936).
- The Man Who Changed His Mind, de Robert Stevenson (1936).
- Dishonour Bright, de Tom Walls (1936).
- Jack of All Trades, de Jack Hulbert y Robert Stevenson (1936).
- Dark Journey, de Victor Saville (1937).
- Storm in a Teacup, de Victor Saville y Ian Dalrymple (1937).
- Housemaster, de Herbert Brenon (1938).
- The Lady Vanishes, de Alfred Hitchcock (1938).
- La ciudadela, de King Vidor (1938).
- Smoky Cell (1938) – telefilm.
- The Ringer (1938) – telefilm.
- Old Iron, de Tom Walls (1938).
- Little Ladyship (1939) – telefilm.
- Son of the Sea, de Maurice Elvey (1939).
- Under Your Hat, de Maurice Elvey (1940).
- Las estrellas miran hacia abajo, de Carol Reed (1940).
- The Spider, de Maurice Elvey (1940).
- She Couldn't Say No, de Graham Cutts (1940).
- Two for Danger, de George King (1940).
- The Saint's Vacation, de Leslie Fenton (1941).
- Dangerous Moonlight, de Brian Desmond Hurst (1941).
- Ships with Wings, de Sergei Nolbandov (1941).
- César y Cleopatra, de Gabriel Pascal (1945).
- The Magic Bow, de Bernard Knowles (1946).
- Hungry Hill, de Brian Desmond Hurst (1947).
- Captain Boycott, de Frank Launder (1947).
- The Woman in the Hall, de Jack Lee (1947).
- The First Gentleman, de Alberto Cavalcanti (1948).
- The Weaker Sex, de Roy Ward Baker (1948).
- Quartet, de Ken Annakin (1948).
- Dear Mr. Prohack, de Thornton Freeland (1949).
- Under Capricorn, de Alfred Hitchcock (1949).
- The Chiltern Hundreds, de John Paddy Carstairs (1949).
- Tony Draws a Horse, de John Paddy Carstairs (1950).
- The Man in the White Suit, de Alexander Mackendrick (1951).
- The Magic Box, de John Boulting (1951).
- His Excellency, de Robert Hamer (1952).
- I Believe in You, de Basil Dearden y Michael Relph (1952).
- Father Brown, de Robert Hamer (1954).
- For Better, for Worse, de J. Lee Thompson (1954).
- The Constant Husband, de Sidney Gilliat (1955).
- El quinteto de la muerte, de Alexander Mackendrick (1955).
- The Court Jester, de Melvin Frank y Norman Panama (1955).
- 23 Paces to Baker Street, de Henry Hathaway (1956).
- It's Great to Be Young, de Cyril Frankel (1956).
- True as a Turtle, de Wendy Toye (1957).
- The Admirable Crichton, de Lewis Gilbert (1957).
- A Tale of Two Cities, de Ralph Thomas (1958).
- Happy Is the Bride, de Roy Boulting (1958).
- Indiscreet, de Stanley Donen (1958).
- I Was Monty's Double, de John Guillermin (1958).
- The Navy Lark, de Gordon Parry (1959).
- The Wreck of the Mary Deare, de Michael Anderson (1959).
- Sotto dieci bandiere, de Duilio Coletti (1960).
- Follow That Horse!, de Alan Bromly (1960).
- A French Mistress, de Roy Boulting (1960).
- Swiss Family Robinson, de Ken Annakin (1960).
- The Pure Hell of St. Trinian’s, de Frank Launder (1960).
- The Night We Dropped a Clanger, de Darcy Conyers (1961).
- On the Fiddle, de Cyril Frankel (1961).
- Petticoat Pirates, de David MacDonald (1961).
- The Brain, de Freddie Francis (1962).
- The Amorous Prawn, de Anthony Kimmins (1962).
- Heavens Above!, de John Boulting y Roy Boulting (1963).
- The Iron Maiden, de Gerald Thomas (1963).
- Carry On Jack, de Gerald Thomas (1963).
- The Comedy Man, de Alvin Rakoff (1964).
- Guns at Batasi, de John Guillermin (1964).
- The Amorous Adventures of Moll Flanders, de Terence Young (1965).
- A Study in Terror, de James Hill (1965).
- Lady L, de Peter Ustinov (1965).
- A Man Could Get Killed, de Ronald Neame y Cliff Owen (1966).
- Circus of Fear, de John Llewelleyn Moxes (1966).
- The Magnificent Two, de Cliff Owen (1967).
- Oh! What a Lovely War, de Richard Attenborough (1969).

### Televisión
- Robert Montgomery Presents: episodio 2.6 (1950).
- Studio One: episodios 3.15 (1950) y 5.18 (1953).
- Rendezvous: episodio 1.28 (1959).
- The DuPont Show of the Month: episodio 2.8 (1959).
- Citizen James: episodio 1.6 (1960).
- The Aquanauts: episodio 1.21 (1961).
- Alfred Hitchcock presenta: episodio 7.9 (1961).
- Make Room for Daddy: episodio 10.4 (1962).
- Zero One: episodio 3.1 (1964).
- I Spy: episodio 2.20 (1967).
- El Santo: episodio 5.24 (1967).
- Los vengadores: episodio 6.3 (1967).
- Sherlock Holmes: episodio 2.1 (1968).